# Humvee
Visokomobilno višenamjensko vozilo na kotačima, poznatije kao Humvee ili HMMWV (od engleski High Mobility Multipurpose Wheeled Vehicle), vojno je vozilo s pogonom na četiri kotača kojeg je razvila američka tvrtka AM General. Prvi serijski HMMWV, koji je tvrka preimenovala u Humvee, dovršen je 1985. godine. Od tada je Humvee osnovno vozilo američkih oružanih snaga, a postao je osnova i za razvoj civilnog SUV-a.

### Unutarnje poveznice
- Hummer
- T-98 Kombat

### Zajednički poslužitelj
|  | Zajednički poslužitelj ima stranicu o temi Humvee     |
|  | Zajednički poslužitelj ima još gradiva o temi Humvees |